# کریستف شنبرگ
کریستف شنبرگ (انگلیسی: Christoph Schönborn؛ زادهٔ ۲۲ ژانویهٔ ۱۹۴۵) یک کاردینال، و اسقف اعظم اهل اتریش است.